# Monsieur Z (illustrateur)
Pour les articles homonymes, voir Monsieur Z.
Richard Zielenkiewicz, connu sous le pseudonyme de Monsieur Z, est un illustrateur et graphiste français, né le 16 janvier 1965[réf. souhaitée].

## Biographie

### Études et formation
Richard Zielenkiewicz fait ses études à l'école supérieure des arts graphiques Estienne (1er prix de création publicitaire 1986 ETPA) puis un DESS en images de synthèse à l'université Marc Bloch de Strasbourg.

### Parcours professionnel
Il travaille comme directeur artistique pour de grandes agences de communication comme Euro-RSCG et BDDP, puis comme directeur de création pour Roland Anstett et Associés. Il exerce aussi dans la presse comme directeur artistique et relookeur de magazine.
En 1998, devenu illustrateur indépendant, il participe entre autres au magazine Wallpaper*, puis à diverses publications : Vogue Japon, Casa Brutus, Monsieur, ELLE, Cosmo, Esquire...
Essentiellement connu pour ses illustrations colorées, épurées et inspirées du design et de l'architecture du milieu du XXe siècle, il est également le créateur des séries télévisées animées Ratz et Jet Groove, diffusées sur Gulli, France Télévisions et la BBC. Il est aussi auteur de publicités à la télévision ou dans les magazines à travers le monde, pour de nombreuses marques : Redken, L'Oréal, Air France, BMW, Swiss Delice, Évian, MTV Movie Awards, Guess, Malabar, La Salvetat, Quick, McDonald's US, TGV, Monoprix...
Graphic designer, il crée le nouveau design de la mascotte de Warner Music Group, la pochette de l'album Death By Chocolate du groupe De-Phazz, ainsi que le générique du film Mensonges et trahisons et plus si affinités... de Laurent Tirard, avec son ami Thierry Gracia.
Dessinant des affiches pour plusieurs villes dans toute la France, il se fait remarquer pour celle concernant Vichy,.

## Style graphique
Passionné par le design des années 50, son travail sur les affiches des villes reprend des formes épurées, les lignes claires.
Sa première affiche a succès est celle du téléphérique de Toulon, Ville qu'il apprécie particulièrement.
La touche caractéristique de ses affiches est l'aéronef et sa trainée de condensation qui accompagne souvent le titre de l'affiche.

## Œuvre

### Publications
- Top model / Régis Lejonc ; ill. Monsieur Z. Arles : Rouergue, 10/2002, 34 p.  (ISBN 2-84156-419-3)
- Monsieur Z Artbook. Paris : Fluide glacial, coll. "Fluide glamour", 03/2010, 96 p.  (ISBN 978-2-35207-012-2)
- Saint-Tropez Musée de la gendarmerie et du cinéma : catalogue / Gwenaëlle Van Butsele. Saint-Tropez : Ville de Saint-Tropez, 2016, 95 p.  (ISBN 978-2-9522257-9-3)
- Colorier le Sud avec Monsieur Z. Paris : Dessain et Tolra, coll. "Coloriages mystère", 05/2025,  87 p.  (ISBN 978-2-295-01645-4)

### Filmographie
- 2003 : Ratz, série télévisée d'animation franco-canadienne en 52 épisodes de 11 minutes, créée par Monsieur Z et Stéphane Melchior.
- 2007 : Jet Groove, série d'animation française de 26 épisodes, créée par Richard Zielenkiewicz, scénarisée par Alexandre de la Patellière et réalisée par Thierry Sapyn et Monsieur Z.